# Fortnite Festival
 (mai 2024).
La mise en forme du texte ne suit pas les recommandations de Wikipédia : il faut le « wikifier ».
Les points d'amélioration suivants sont les cas les plus fréquents. Le détail des points à revoir est peut-être précisé sur la page de discussion.
- Les titres sont pré-formatés par le logiciel. Ils ne sont ni en capitales, ni en gras.
- Le texte ne doit pas être écrit en capitales (les noms de famille non plus), ni en gras, ni en italique, ni en « petit »…
- Le gras n'est utilisé que pour surligner le titre de l'article dans l'introduction, une seule fois.
- L'italique est rarement utilisé : mots en langue étrangère, titres d'œuvres, noms de bateaux, etc.
- Les citations ne sont pas en italique mais en corps de texte normal. Elles sont entourées par des guillemets français : « et ».
- Les listes à puces sont à éviter, des paragraphes rédigés étant largement préférés. Les tableaux sont à réserver à la présentation de données structurées (résultats, etc.).
- Les appels de note de bas de page (petits chiffres en exposant, introduits par l'outil «  Source ») sont à placer entre la fin de phrase et le point final[comme ça].
- Les liens internes (vers d'autres articles de Wikipédia) sont à choisir avec parcimonie. Créez des liens vers des articles approfondissant le sujet. Les termes génériques sans rapport avec le sujet sont à éviter, ainsi que les répétitions de liens vers un même terme.
- Les liens externes sont à placer uniquement dans une section « Liens externes », à la fin de l'article. Ces liens sont à choisir avec parcimonie suivant les règles définies. Si un lien sert de source à l'article, son insertion dans le texte est à faire par les notes de bas de page.
- La présentation des références doit suivre les conventions bibliographiques. Il est recommandé d'utiliser les modèles {{Ouvrage}}, {{Chapitre}}, {{Article}}, {{Lien web}} et/ou {{Bibliographie}}. Le mode d'édition visuel peut mettre en forme automatiquement les références.
- Insérer une infobox (cadre d'informations à droite) n'est pas obligatoire pour parachever la mise en page.

Pour une aide détaillée, merci de consulter Aide:Wikification.
Si vous pensez que ces points ont été résolus, vous pouvez retirer ce bandeau et améliorer la mise en forme d'un autre article.
Fortnite Festival est un jeu vidéo de rythme musical développé par Harmonix et publié par Epic Games. Sorti le 9 décembre 2023, le jeu est disponible depuis l'application Fortnite aux côtés de Lego Fortnite et Rocket Racing, sortis respectivement les 7 et 8 décembre. Harmonix a précédemment développé les deux premiers opus de la série Guitar Hero ainsi que les jeux Rock Band, qui ont popularisé le gameplay du genre.
Dans ce jeu, deux modes sont disponibles : la scène principale et la scène d'impro. La scène principale permet à un, deux, trois ou quatre joueurs de simuler la performance de pistes musicales grâce à des touches simulant les notes d'instruments musicaux. Les joueurs peuvent jouer des notes de chant, de guitare, de guitare basse ou de batterie. Les joueurs récoltent des points au fur et à mesure qu'ils collectent des notes. La scène d'impro permet de jouer des boucles à partir des pistes musicales obtenues par les joueurs, de la même manière que les emotes. On peut ainsi jouer l'un des quatre instruments sur une scène improvisée aux côtés d'autres joueurs.
Une certaine personne, par son talent exceptionnel, a laissé une trace indélébile dans l'histoire de ce jeu. Connu sous le pseudonyme "MadCat", ce joueur à la dextérité jamais vue auparavant désire rester dans l'anonymat mais persistent des rumeurs selon lesquelles lui et le célèbre youtubeur "Thedarkboy" seraient la même personne.

## Système de jeu
Réutilisant plusieurs mécaniques des jeux Guitar Hero et Rock Band, Fortnite Festival permet aux joueurs de simuler la performance de sons et musiques de plusieurs genres, tels que le rock, la pop ou le hip-hop. Les joueurs utilisent plusieurs instruments en jouant des notes qui défilent à l'écran en même temps que la musique. À l'instar de Rock Band, le jeu permet aux joueurs d'utiliser le chant, la guitare, la guitare basse et la batterie. Deux modes de jeu sont disponibles : la scène principale et la scène d'impro.
Dans la scène principale, les joueurs tombent dans un salon dans lequel ils choisissent jusqu'à quatre pistes musicales à jouer durant la partie. Ils sont ensuite propulsés sur la dite scène principale, qui s'inspire de plusieurs éléments de Guitar Hero et Rock Band. Une piste de 4 à 5 colonnes font défiler des notes aléatoires qui diffèrent en fonction des instruments. Chaque colonne correspond à une touche du périphérique de jeu et le joueur doit appuyer sur les touches correspondantes à l'instant où les notes sont au niveau de la ligne inférieure. Durant les parties en coopération, les joueurs peuvent cumuler les points avec leurs partenaires grâce à des multiplicateurs de points et une "Surcharge" est disponible pour chaque joueur. La Surcharge se charge en récoltant des notes blanches et possède quatre niveaux de charge. En fonction du nombre de charges collectées, la Surcharge active un multiplicateur de score pendant plus ou moins de temps. Chaque joueur peut choisir parmi quatre niveaux de difficulté (Facile, Moyen, Difficile et Expert). Si un joueur rate une note, son instrument sera temporairement mis en silencieux par rapport aux autres.
Dans la scène d'impro, les joueurs sont dans un salon où ils peuvent improviser des boucles musicales à partir des pistes de leur casier (système similaire à celui des emotes) et choisir un instrument parmi les quatre disponibles. Ces boucles musicales peuvent inclure quatre joueurs qui utilisent des pistes différentes, créant des mix. En raison de l'approche dynamique de la bibliothèque de chansons, les développeurs sont en mesure d'ajouter des chansons à tout moment, comme la sortie de trois singles de l'album Hit Me Hard and Soft de Billie Eilish le même jour que sa sortie en mai 2024.

## Saisons
De la même manière que Fortnite Battle Royale, Fortnite Festival propose un système saisonnier avec un artiste qui sert de vedette pour chaque saison. Le passe Festival propose plus d'une vingtaine de récompenses - des instruments, pistes musicales et écrans de chargement - avec des paliers gratuits et des paliers payants, disponibles après l'avoir acheté. Initialement au prix de 1800 V-Bucks, le passe Festival est ensuite proposé au prix de 1000 V-Bucks à partir de la saison 6. Des instruments et pistes musicales sortent régulièrement dans la boutique d'objets. En plus des pistes musicales éditées par Epic Games, plusieurs titres d'artistes sous licences - tels que Selena Gomez, Imagine Dragons ou Lil Uzi Vert - sont ajoutés au jeu et peuvent être utilisés à la fois dans Festival et dans Battle Royale.
| Saison | Période                           | Artiste Vedette   |
| ------ | --------------------------------- | ----------------- |
| 1      | 9 décembre 2023 - 21 février 2024 | The Weeknd        |
| 2      | 22 février - 22 avril 2024        | Lady Gaga         |
| 3      | 23 avril - 13 juin 2024           | Billie Eilish     |
| 4      | 13 juin - 16 août 2024            | Metallica         |
| 5      | 16 aout - 1er novembre 2024       | Karol G           |
| 6      | 2 novembre 2024 - 14 janvier 2025 | Snoop Dogg        |
| 7      | 14 janvier - 8 avril 2025         | Hatsune Miku      |
| 8      | 8 avril - 18 juin 2025            | Sabrina Carpenter |
| 9      | 18 juin - 26 août 2025            | Bruno Mars        |